# Ierse parlementsverkiezingen 1961
De Ierse parlementsverkiezingen 1961 vonden plaats op 4 oktober. De Dáil Éireann, het Ierse parlement, was eerder ontbonden op 8 september. Bij deze verkiezingen werd het parlement verkleind van 147 naar 144 zetels.

## Achtergrond
De drie grote partijen hadden elk een nieuwe partijleider ten opzichte van de vorige verkiezingen.  Fianna Fáil werd voor het eerst in haar geschiedenis niet geleid door Éamon de Valera, maar door zittend premier Seán Lemass. Fine Gael had James Dillon aan het hoofd en de lijsttrekker van de Labour-partij was Brendan Corish.
De verkiezingen waren veroorzaakt vanwege een conflict over het wel of niet toetreden van Ierland tot de Europese Economische Gemeenschap, maar dit onderwerp kwam in de verkiezingen weinig aan bod. Het belangrijkste verkiezingsthema was of het Iers wel of niet verplicht op scholen moest worden onderwezen. In de campagne legde Fianna Fáil vooral de nadruk op de successen die zij had behaald gedurende de voorgaand regeerperiode. De Labour-partij wilde zich vooral profileren door Fianna Fáil  en Fine Gael neer te zetten als conservatief. Die tactiek werkte deels want de Labour-partij steeg met vier naar zestien zetels. Ook Fine Gael won zeven zetels, terwijl Fianna Fáil door een verlies van acht zetels haar meerderheid in het parlement verloor. Na de verkiezingen vormde zij een minderheidskabinet. Sinn Féin  zag haar vier zetels allen verloren gaan. 

## Uitslag
| Partij                         | Stemmen   | %    | ±%    | zetels | verschil |
| ------------------------------ | --------- | ---- | ----- | ------ | -------- |
| Fianna Fáil                    | 512.073   | 43,8 | ▼ 4,5 | 70     | ▼ 8      |
| Fine Gael                      | 374.099   | 32,0 | ▲ 5,4 | 47     | ▲ 7      |
| Irish Labour Party             | 136.111   | 11,6 | ▲ 2,5 | 22     | ▲ 4      |
| Sinn Féin                      | 36.396    | 3,1  | ▼ 2,2 | 0      | ▼ 4      |
| Clann na Talmhan               | 17.693    | 1,5  | ▼ 0,9 | 2      | ▼ 1      |
| Clann na Poblachta             | 13.170    | 1,1  | ▼ 0,6 | 1      | 0        |
| National Progressive Democrats | 11.490    | 1,0  | ▲ 1,0 | 2      | ▲ 2      |
| Christian Democratic Party     | 1.132     | 0,1  | ▲ 0,1 | 0      | 0        |
| Irish Workers' Party           | 277       | 0,0  | 0     | 0      | 0        |
| Onafhankelijken                | 65.963    | 5,6  | ▼ 0,3 | 6      | ▼ 3      |
| Totaal                         | 1.179.738 | 100% |       | 144    |          |